# Украинская академия наук (общественная организация)
Украинская академия наук (укр. Українська академія наук; УАН) — общественная организация, позиционирующая себя как объединение учёных и производственников Украины. 

## История
Основана в 1991 году, с момента основания президентом организации является Алексей Фёдорович Онипко. До 2001 года именовалась Украинской академией наук национального прогресса. 

## Критика
По словам академика Национальной академии наук Украины, президента Украинской астрономической ассоциации Ярослава Яцкива, общественная организация «УАН» каких-либо известных достижений не имеет. Согласно эксперименту, проведённому журналистом Ириной Коваленко в феврале 2017 года, можно получить удостоверение члена-корреспондента УАН, оплатив «за вакансию» сумму, эквивалентную $300.